# Onychostoma lini
Onychostoma lini är en fiskart som först beskrevs av Wu, 1939.  Onychostoma lini ingår i släktet Onychostoma och familjen karpfiskar. IUCN kategoriserar arten globalt som otillräckligt studerad. Inga underarter finns listade i Catalogue of Life.